# Stazione di Flüelen
La stazione di Flüelen è una stazione ferroviaria posta sulla linea del Gottardo, in Svizzera. Serve l'omonimo centro abitato.

## Riproduzione modellistica
Nel 1950 il fabbricato viaggiatori di Flüelen venne riprodotto in scala H0 dalla ditta Faller.